# Yabu
Yabu (養父市, Yabu-shi) est une ville située dans la préfecture de Hyōgo, au Japon.

## Géographie

### Situation
Yabu est située dans le Nord de la préfecture de Hyōgo, sur l'île de Honshū, au Japon.

### Municipalités limitrophes
| Kami   | Toyooka | Toyooka |
| Wakasa | Yabu    | Asago   |
| Shisō  | Shisō   | Asago   |

### Topographie
Les monts Myōken et Hyōno se trouvent dans la partie ouest du territoire de la ville.

### Démographie
Lors du recensement national de 2010, la population de Yabu était de 26 501 habitants répartis sur une superficie de 422,91 km2.
En avril 2023, elle était estimée à 21 730 habitants.

### Climat
Yabu a un climat subtropical humide caractérisé par des étés chauds et des hivers frais avec de fortes chutes de neige. La température moyenne annuelle est de 12,6 °C. La pluviométrie annuelle moyenne est de 1 936 mm, septembre étant le mois le plus humide.

## Histoire
La région de l'actuelle Yabu se trouvait dans l'ancienne province de Tajima. À l'époque d'Edo, la région était sous l'administration directe du shogunat Tokugawa, avec une petite partie sous le contrôle du domaine d'Izushi. 
Les villages modernes de Hirotani et Takinoya sont créés en 1889. Hirotani est élevé au statut de bourg le 15 avril 1927 et fusionne avec Takinoya pour former le bourg de Myōjin le 1er septembre 1956. L'année suivante, le bourg se renomme Yabu.
Yabu a acquis le statut de ville en 2004.

## Transports
La ville est desservie par la ligne principale San'in de la JR West.